# تسكع

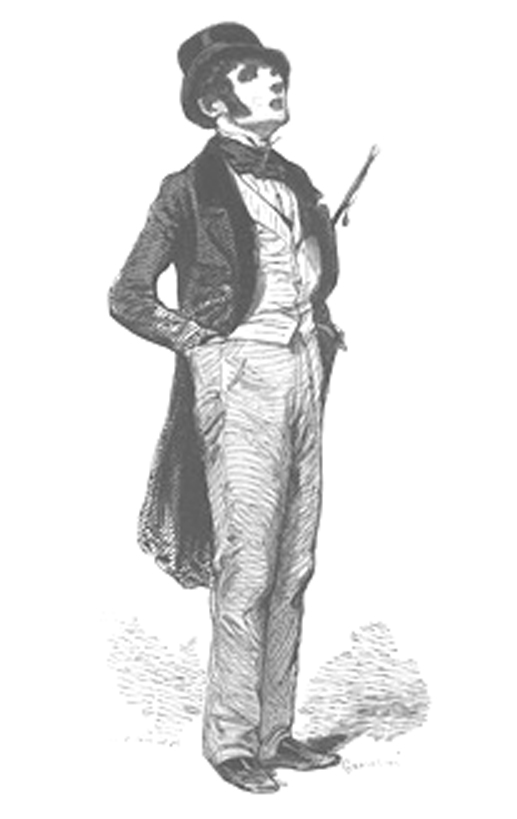
بول جافارني ، لو فلانور ، 1842.

التسكع هو نوع من التجوال العبثي من غير وجود هدف معين. الشخص الذي يقوم بهذا الفعل يسمى بالمتسكع أو فلانور Le flaneur وهي كلمة مشتقة من الفرنسية كما أطلق عليه لأول مرة شارل بودلير في أشعاره ومن ثم ڤالتر بينيامين في كتابه (شاردل بودلير، شاعر غنائي في حقبة الرأسمالية العليا). التسكع أو flâneur تعني التنزه أو التجول في المدينة. بالأصل كان المتسكع نموذج أو شخصية أدبية مركزية في تصوير شوارع باريس في فرنسا القرن التاسع عشر. غالبًا ما يرتبط وصف المتسكع برجل لديه الكثير من وقت الفراغ، ويتجول في طرقات المدينة هائما على وجهه بلا هدف - يمكن القول أيضا أنه نوع من المستكشفين الحضريين المتذوقين لما في شوارع المدينة.
يُنظر إلى بودلير في الدراسات الأكاديمية كشخصية مركزية في التسكع الحديث، بعد ملاحظات والتر بنجامين على شعر بودلير. بعد أعمال بنيامين، أصبح المتسكع موضوع بحث للعلماء والفنانين والكتاب.

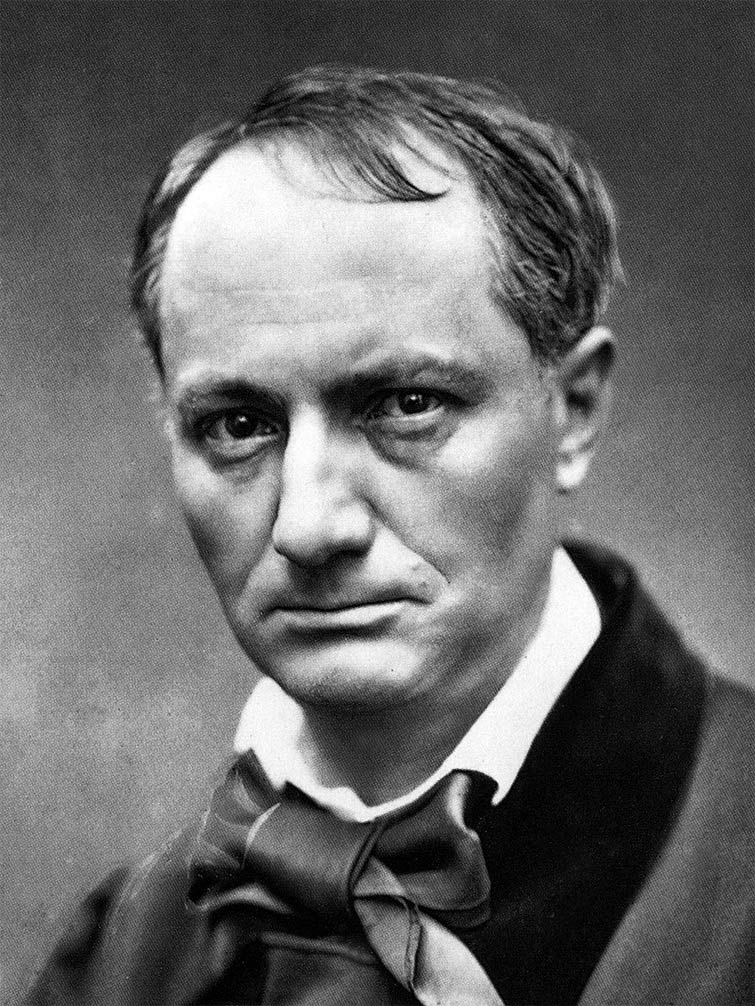
تشارلز بودلير.

كلمة flânerie تأخذ معنى «التنزه» والتي نشأت في القرن الرابع عشر أو الخامس عشر، غالبًا دلالة على إضاعة الوقت. ولكن خلال القرن التاسع عشر ظهر معنى آخر تدريجيًا. تم تقديم تعريف طويل في Grand Dictionnaire universel du XIXe siècle لـ Larousse في المجلد الثامن من عام 1872. هناك، يوصف المتسكع بأنه شخصية متناقضة إلى حد ما: فضولي وكسول. في نفس الإصدار، تم تحديد أنواع مختلفة من المتسكعين: متسكعين على طول الجادات، متسكعين في الحدائق، متسكعين في مراكز التسوق، في المقاهي، إضافة إلى متسكعين هائمين أو متسكعين أذكياء.
بحلول الوقت الذي تم فيه نشر القاموس، كانت الكلمات قد طورت بالفعل العديد من الارتباطات. كتب Sainte-Beuve أن التنزه أو التسكع «هو تماما عكس عدم القيام بأي شيء».  وصفه Honoré de Balzac بأنه «فن التذوق للعين». كتبت أنيس بازين أن «الباريسي المستقل تماما -الوحيد- هو المتسكع».

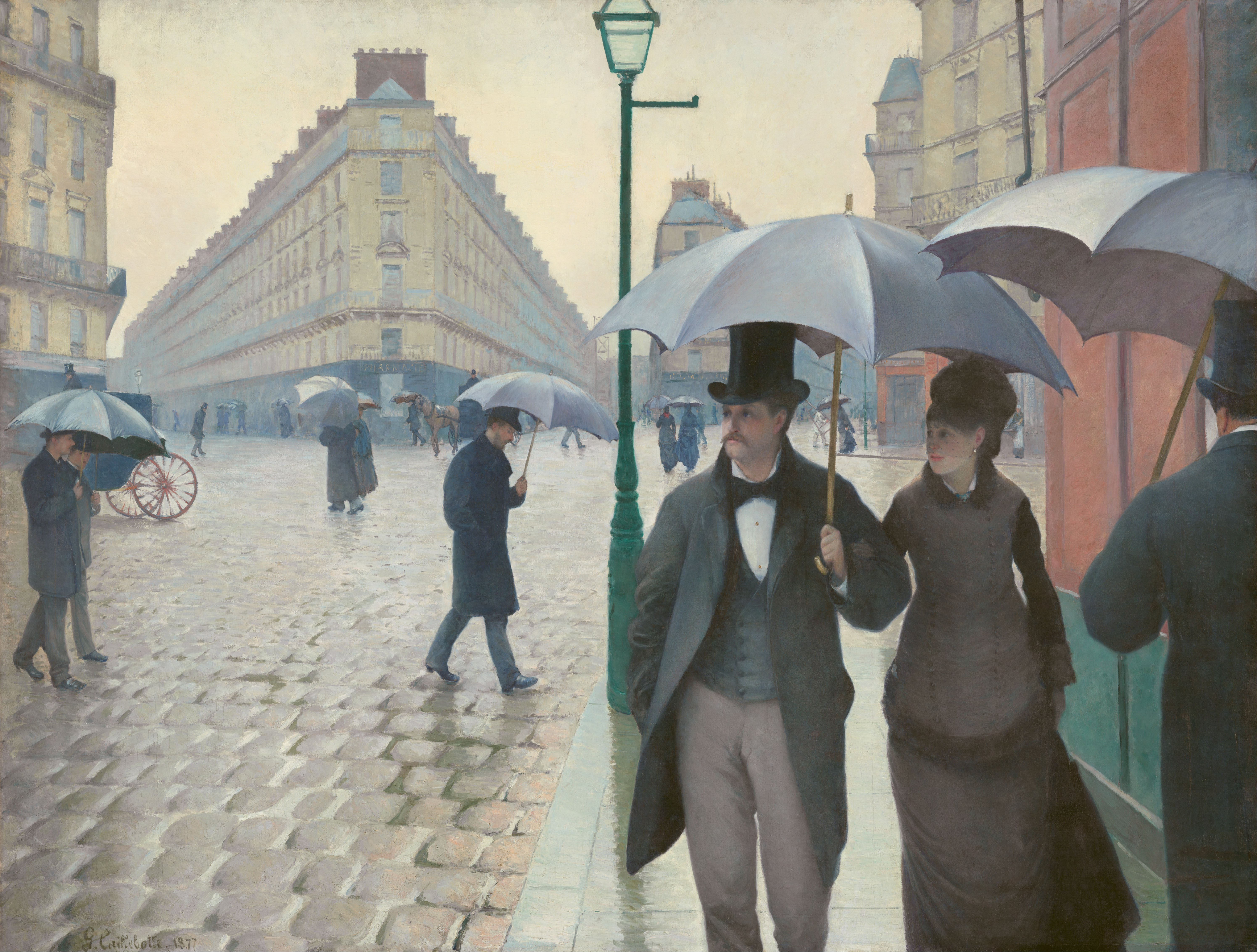
غوستاف كايليبوت. شارع باريس ، temps de pluie ، 1877. معهد شيكاغو للفنون.